# Popowo (obwód Jamboł)
Popowo (bułg. Попово) – wieś w południowo-wschodniej Bułgarii, w obwodzie Jamboł, w gminie Bolarowo. Według danych Narodowego Instytutu Statystycznego, 31 grudnia 2011 roku wieś liczyła 307 mieszkańców. Nad Popowską reką. Sobór odbywa się corocznie 2 maja.